# Malma församling, Skara stift
Malma församling var en församling i Skara stift och i Essunga kommun. Församlingen uppgick 2002 i Fridhems församling. 

## Administrativ historik
Församlingen har medeltida ursprung. 
Församlingen var till 2002 annexförsamling i pastoratet Tengene, Trökörna, Hyringa, Malma och Längnum som till 1646 även omfattade Främmestads och Bärebergs församlingar. Församlingen uppgick 2002 i Fridhems församling.

## Kyrkor
- Fridhems kyrka, sedan 1868 gemensam kyrka med flera församlingar
- Malma kapell